# صولابست
صولابست یک روستا در ایران است که در دهستان درح واقع شده‌است. صولابست ۱۵۴ نفر جمعیت دارد.